# Олимпийский стадион Адем Яшари
Олимпийский стадион Адем Яшари (алб. Stadiumi Olimpik Adem Jashari, серб. Олимпијски стадион Адем Јашари / Olimpijski stadion Adem Jašari) — многофункциональный стадион, расположенный в косовском городе Косовска-Митровица. Стадион также известен как Стадион Трепча (алб. Stadiumi i Trepçës, серб. Стадион Трепча / Stadion Trepča). Вместимость стадиона составляет около 18 200 зрителей. Олимпийский стадион Адем Яшари — домашняя арена футбольного клуба «Трепча», также на нём проводит свои домашние матчи сборная Косова. Стадион носит имя Адема Яшари, одного из основателей Армии освобождения Косово, убитого в 1998 году.
Стадион появился в 1938 году и принимал у себя матчи Первой лиги Югославии в сезоне 1977/78, когда «Трепча» впервые добилась выхода в главную футбольную лигу Югославии и по окончании дебютного сезона её покинула. 31 октября 1979 года на стадионе сборная Югославии обыграла Румынию со счётом 2:1 в рамках отборочного турнира Чемпионата Европы 1980 года. 5 марта 2014 года на стадионе был проведён первый признанный ФИФА матч сборной Косова, игравшей против Гаити.

## Матчи на стадионе
До 1979 года на стадионе играла сборная Югославии по футболу. После распада страны в 1990-х стадион долгое время не принимал матчи. Первая международная игра прошла на стадионе Адема Яшари 5 марта 2014 года, когда встретились сборные Косова и Гаити в товарищеском матче. Игра завершилась нулевой ничьей, это событие посетили 17 тысяч зрителей.
В том же году, 21 мая, состоялся ещё один товарищеский матч против сборной Турции. В этой игре был забит первый гол сборной Косова на стадионе, тем не менее домашняя команда проиграла с разгромным счётом 1:6.
4 июля 2017 года на стадионе Адема Яшари впервые состоялся матч первого квалификационного раунда Лиги чемпионов УЕФА между местной командой «Трепча’89» и клуба «Вуйчингур» с Фарерских островов. Уступая со счётом 0:4 к 60-й минуте, футболист команды-хозяйки Флорент Хасани забил единственный гол косовской команды в матче на 65-й минуте. «Трепча’89» проиграл двухматчевое противостояние со счётом 2:6 и завершил выступление в Лиге чемпионов УЕФА.
13 ноября 2017 года здесь состоялся ещё один товарищеский матч между сборными Косова и Латвии. Футболисты сборной хозяев одержали первую победу на этом стадионе, забив в ворота гостей четыре гола. Матч завершился со счётом 4:3, его посетили 5116 зрителей.